# Guy de Nouatre
Guy de Nevers, seigneur de Nouâtre, fils de Bodon de Nevers, comte de Vendôme et d'Adèle de Vendôme-Anjou.
En 1066, à la mort de son frère Foulques l'Oison, comte de Vendôme, il assura la tutelle du nouveau comte, Bouchard III le jeune, jusqu'en 1075.
Il meurt en 1084, léguant ses biens à Bouchard III, n'ayant pas eu d'enfant de son épouse Agnès.